# George Pancras
George Pancras (* um 1966) ist ein niederländischer Jazzmusiker (Trompete, Komposition).

## Leben und Wirken
Pancras, der ab 1985 als Trompeter in verschiedenen Gruppen in Groningen auftrat, absolvierte zunächst ein fünfjähriges Studium in Landwirtschaft und Umwelt am Van Hall Institut in Groningen. Dann studierte er Trompete und schloss 1995 schloss sein Studium am Prins Claus Conservatorium in Groningen ab. Anschließend zog er nach Amsterdam, wo er Mitglied in verschiedenen Weltmusikgruppen wie der Amsterdam Klezmer Band und Railand, aber auch in Big Bands wie Mieke Stemerdinks New Giga Swingshow wurde. Er experimentierte mit Elektronik in Electric Barbarian und in der Jazz-Lounge-Band OrganiC.
Seit der Jahrtausendwende konzentrierte Pancras sich mehr auf Improvisation und Jazzmusik und komponierte Theatermusik und Werke für seine eigenen Ensembles. Er gehörte zu Tetzepi und ab 2007 zum Willem Breuker Kollektief, mit dem er international tourte; Außerdem fungierte er als Spielleiter beim Nederlands Terugspeeltheater. Später gehörte er zu Bongomatik, den Hippo Brothers, Change the Mood und dem Kurt Weil Trio. Außerdem ist er Dirigent und Arrangeur der Amsterdamer Bigband Timboektoe. Er ist auch auf Alben von Arjen Gorter, Drummers Double Bill, Erik Huele Ensemble, The New Swing Show, Vanzanden und The Hippo Brothers zu hören.
Pancras unterrichtete weiterhin Musik in der Van der Hoevenkliniek in Utrecht und leitete sein eigenes Muziekhuis George Pancras in Tricht.